# Max Hazekamp
Max Hazekamp is een Nederlandse jurist. Hij is vooral bekend vanwege zijn rol als juridisch adviseur van de boerenorganisatie Farmers Defence Force (FDF). Hazekamp vertegenwoordigde de organisatie in diverse juridische procedures, onder meer tegen de Nederlandse overheid, media en in zaken rond openbaar bestuur.

## Juridische carrière

### Farmers Defence Force
Hazekamp trad op als juridisch adviseur van Farmers Defence Force, een organisatie die opkomt voor de belangen van boeren in Nederland. Hij voerde procedures die betrekking hadden op demonstraties, reputatiebescherming en privacy van boeren.

### Reputatie en media
In april 2021 procedeerde Hazekamp namens FDF tegen de Nederlandse Staat en omroep AVROTROS. Aanleiding was een televisie-uitzending waarin FDF onterecht werd geassocieerd met brandstichting. De rechter oordeelde dat rectificatie nodig was.

### Zaak tegen NCTV
In augustus 2022 spande Hazekamp namens FDF een rechtszaak aan tegen de NCTV (Nationaal Coördinator Terrorismebestrijding en Veiligheid) vanwege vermelding van FDF in het Dreigingsbeeld Terrorisme Nederland. De organisatie achtte dit schadelijk en onterecht.

### Wet open overheid (Woo)
In 2025 voerde Hazekamp bezwaar aan tegen de openbaarmaking van persoonsgegevens van veehouders via Woo-verzoeken. Dit leidde tot beleidswijziging binnen het ministerie van Landbouw, waarbij besloten werd de gegevens niet langer openbaar te maken.

### Natuurbeschermingswetgeving
Hazekamp leidde juridische procedures rond het ontbreken van natuurvergunningen bij distributiecentra van grote supermarktketens. FDF betoogde dat ook deze bedrijven onder dezelfde regels moeten vallen als boerenbedrijven.

## Publicaties
- Civiel bewijsrecht in een notendop (2024), een praktische gids over bewijsrecht in civiele zaken.